# ブレイク・オン・スルー
「ブレイク・オン・スルー」 (Break On Through (To the Other Side)) は、アメリカのロックバンド、ドアーズのデビュー・シングル。チャートは101位とヒットには至らなかったものの、バンドの代表作の1つであり、コンサートでは主要な場面で演奏された。
アメリカでのオリジナル・リリースの24年後に、イギリスにおいて小ヒットとなり、シングルチャートで64位に到達した。
後に映画「ラスベガスをぶっつぶせ」の予告編CM曲に使用された。

## 参照
1. ↑  Doug Sundling: The Doors - Artistic Vision, p. 237

| スタブアイコン | サブスタブ | この項目は、まだ閲覧者の調べものの参照としては役立たない、シングルに関連した書きかけの項目です。この項目を加筆・訂正などしてくださる協力者を求めています（P:音楽/PJ:楽曲）。 |